# 清輝橋線
清輝橋線（日语：／ Seikibashi sen */?）是岡山電氣軌道擁有的電車路線之一。

## 路線概要
清輝橋線是行走於岡山市區內的電車線之一。全線都是使用共用行車道。正式路線是由東山線柳川停留所分支，沿柳川筋（國道53號、國道30號）南下前往清輝橋停留所。不過現時基於營運上的方便，清輝橋線的列車皆會行走岡山站前～柳川之間的東山本線路段。而行經清輝橋線的電車均冠以「2號線」。
岡山電氣軌道在清輝橋至豐成之間曾經許可建造電車線，但是一直沒有動工，最後許可於1960年失效。
電車車費為140日圓（截至2013年），包括岡山電氣軌道在內的各間巴士公司中，來往岡山站至天滿屋巴士站、表町巴士中心之間的車費只需要100日圓，而與電車線並行的岡山站前至縣廳通之間的車費也是100日圓。

### 路線資料
- 路線距離（營業距離）：1.6公里
- 軌距：1067毫米
- 車站數目：7個（包括起終點站）
- 雙線區間：全線
- 電氣化區間：全線（直流600V）

## 運行形態
所有清輝橋線電車均直通至岡山站前。清輝橋線電車每10分鐘一班，如果沒有交通擁塞，岡山站前至清輝橋站之間的行車時間為約12分鐘。

## 歷史
- 1928年3月18日：柳川線柳川至大雲寺町之間開通。
- 1931年9月1日：磨屋町筋 - 蓮昌寺前之間開設東田町停留所。
- 1937年7月6日：東田町停留所改名為郵便局前停留所。
- 1942年6月23日：蓮昌寺前停留所改名為市役所前停留所。
- 1946年9月6日：大雲寺前至清輝橋之間開業。新西大寺町筋 - 大雲寺町之間停用。路線改名為清輝橋線。
- 1954年8月11日：市役所前停留所改名為中鐵巴士前停留所。
- 1967年：磨屋町筋停留所廢止。
- 1985年7月1日：中鐵巴士前停留所改名為田町停留所。
- 2007年8月3日：大雲寺前至清輝橋之間開設東中央町停留所。
- 2012年7月20日：實施時間表修正，班次每9分鐘一班改為每10分鐘一班。

## 電車站列表
所有電車站都位於岡山縣岡山市北區內。
| 車站 編號 | 中文站名     | 日文站名     | 英文站名 | 接續路線                                                             |
| --------- | ------------ | ------------ | -------- | -------------------------------------------------------------------- |
| S01       | 岡山站前     | 岡山駅前     |          | 山陽新幹線、山陽本線、宇野線（瀨戶大橋線）、津山線、吉備線（岡山站） |
| S02       | 西川綠道公園 | 西川緑道公園 |          |                                                                      |
| S03       | 柳川         | 柳川         |          | ○H 岡山電氣軌道東山本線 (H03)（往東山、岡電博物館站方向）            |
| S04       | 郵便局前     | 郵便局前     |          |                                                                      |
| S05       | 田町         | 田町         |          |                                                                      |
| S06       | 新西大寺町筋 | 新西大寺町筋 |          |                                                                      |
| S07       | 大雲寺前     | 大雲寺前     |          |                                                                      |
| S08       | 東中央町     | 東中央町     |          |                                                                      |
| S09       | 清輝橋       | 清輝橋       |          |                                                                      |

## 注腳
1. ↑  森口誠之《鉄道未成線を歩く 〈私鉄編〉》JTB，2001年，p.177
2. ↑  . 岡山電気軌道. 2018-10-01  [2018-11-11]. （原始内容存档于2020-11-01） （日语）.